# Abbaye d'Altzelle
L’abbaye d’Altzelle (orig. du latin Cella, désignant un « local fermé », puis par extension une cellule d’une abbaye. Altenzelle, signifie « vieille abbaye » devenue aujourd’hui Altzella en allemand) se trouve près de la petite ville de Nossen en Saxe. Ce monastère est administré par le consortium du Château de Nossen - Abbaye d’Altzella. On y trouve les sépultures des princes de la dynastie des Wettin inhumés entre 1190 et 1381.
L'abbaye d’Altzelle avec ses murs en partie préservés présente de nos jours un parc romantique, parsemé de ruines, et quelques bâtiments restaurés, utilisés pour certaines manifestations culturelles ou religieuses (procession de la Fête-Dieu). Il accueille également à titre onéreux des séminaires, voire des cérémonies de mariages, etc.

## Histoire
- En 1162, l’empereur Frédéric Barberousse octroie au margrave Othon de Misnie 800 hides de terre défrichée par cette abbaye. D'après l'argent découvert en 1168 une partie des terres a dû être vendue. En 1175 l'abbé et de sa confrérie de l'abbaye cistercienne de Pforte (Naumburg-an-der-Saale) arrive au monastère de Cella. La construction de la chapelle commence, et se poursuit jusqu'en 1230. Les bâtiments du guichet et le portail monumental roman sont érigés à cette date. De 1190 à 1381, l'abbaye abrite le caveau familial des seigneurs de la Maison de Wettin. La chapelle est consacrée en 1198 : c’est un édifice en brique à plan basilical avec une nef. L'influence lombarde est encore aujourd’hui visible sur la façade ouest.
- En 1217, l'abbaye des bénédictines de Sainte-Croix de Meissen est mise sous la protection de l'abbé de Zelle.
- En 1268, l'abbaye-sœur de Neuzelle (Cella Nova) est fondée près de Guben au bord de la Neisse ; le nom Cella Vetus (pour Altzella) devient plus fréquent car il permet de mieux distinguer les deux monastères.
- Du XIVe siècle au XVe siècle, sous la direction des abbés Vincent von Gruner et Martin von Lochau le monastère vit son âge d'or.
- En 1436, le monastère acquiert pour la somme de 4 200 florins le château de Nossen avec son mobilier et toutes les terres qui en dépendent. Le château proprement dit se trouve dans un triste état de délabrement. Il est réaménagé en tant que résidence de l’abbé. De 1501 à 1522, l’humaniste Martin von Lochau est abbé d'Altzelle. En 1506, la construction du passage supérieur entre la maison des convers et la bibliothèque est achevée. Vers 1540, le duc Henri V de Saxe permet la sécularisation de l'abbaye. Vingt ans plus tard, une grande partie des bâtiments du monastère sont rasés et les matériaux de construction réemployés. Seule la maison des convers, reconvertie en grenier, sera préservée.

La thèse du canoniste Peter Landau, communiquée lors du congrès d'Histoire du Droit de Bonn en 2004 et publiée en 2005, selon laquelle Eike von Repgow aurait composé le Miroir des Saxons, non au château du Falkenstein, mais à Altzella, n'est pas unanimement reconnue pour l’instant.

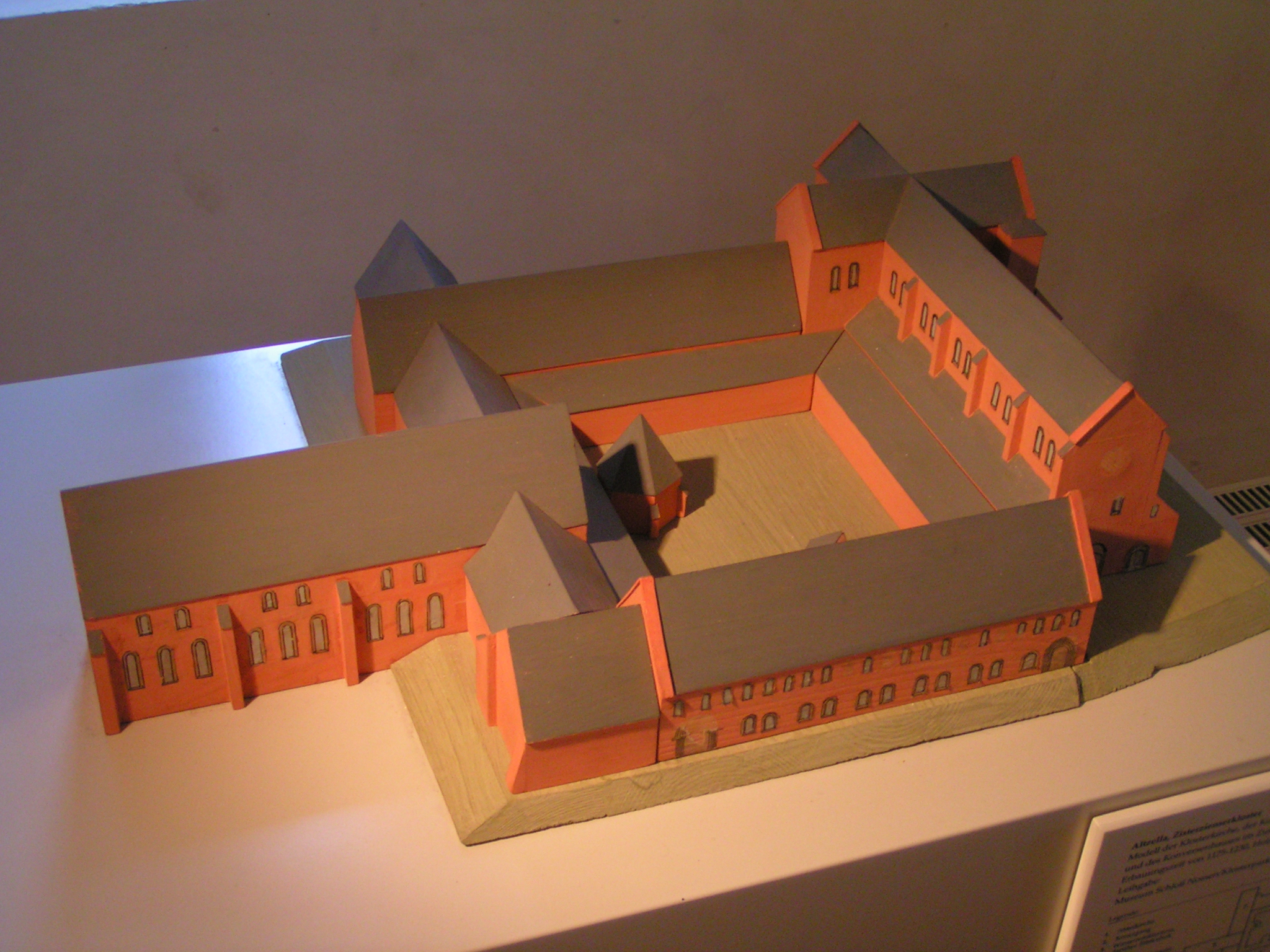
Maquette de la chapelle, des logements conventuels et de la maison des frères convers à l'époque de la construction, entre 1175 et 1230
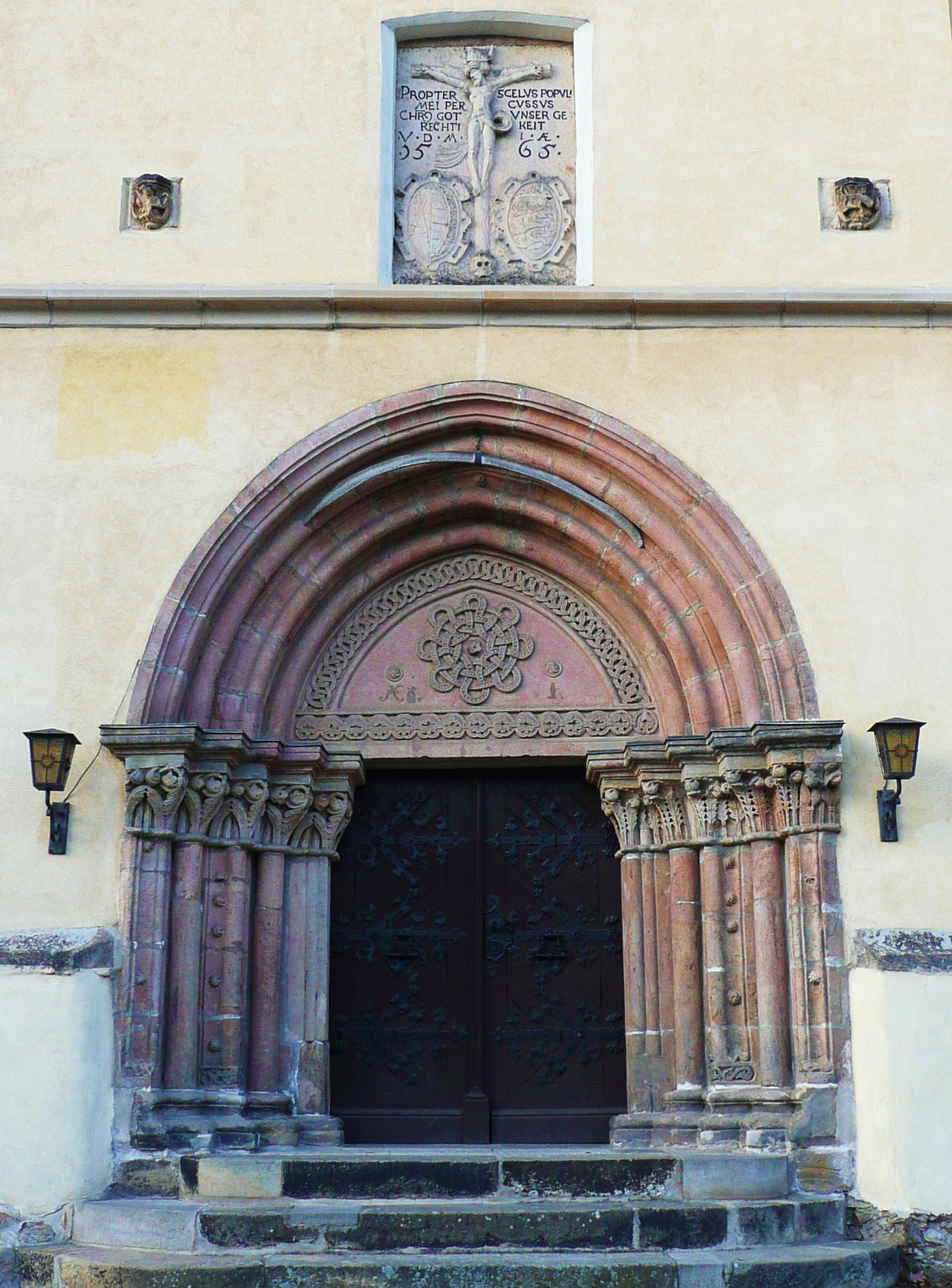
Portail en pierre de l'église de Nossen

## Compléments